# Ordine numero 227

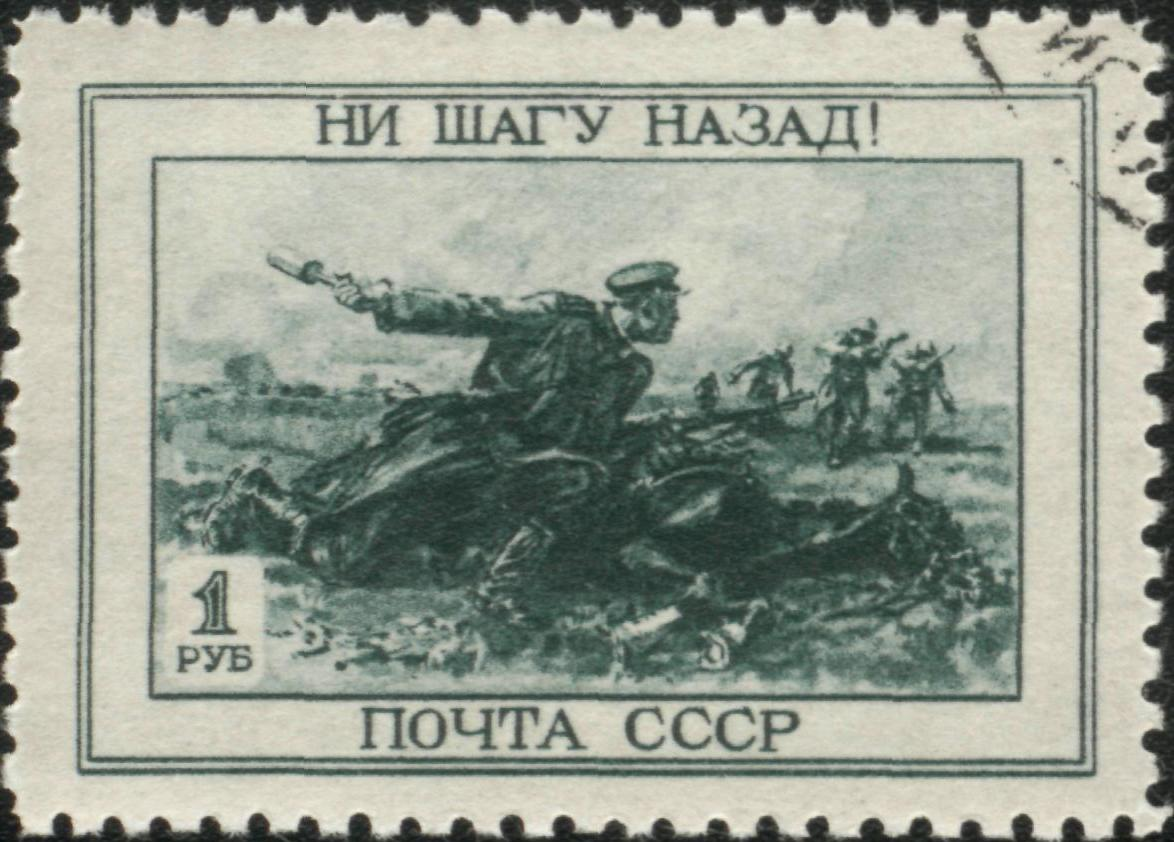
Francobollo sovietico con la frase "Non un passo indietro"

L'ordine numero 227 fu un provvedimento emanato da Stalin il 28 luglio 1942. Esso decretava che tutti i membri dell'Armata Rossa che si fossero ritirati o avessero altrimenti lasciato le loro postazioni, senza aver ricevuto ordini in tal senso, sarebbero stati inseriti in un "battaglione di disciplina". Tale provvedimento è conosciuto anche come ordine: "Non un passo indietro!" (Ни шагу назад!; in russo “ni šàgu nazàd!”).

## L'ordine
Durante la seconda guerra mondiale, i sovietici subirono pesanti perdite causate dalle ritirate e dalle diserzioni in massa. Stalin emanò dunque l'ordine n. 227 per ristabilire la disciplina nell'Armata Rossa contro l'incombere della Germania nazista.
L'ordine in sé procede come segue:
I popoli del nostro Paese, che considerano l'Armata Rossa con amore e rispetto, stanno iniziando ora ad essere delusi da essa, perdono fede nell'Armata Rossa, e molti di loro maledicono l'Esercito per la sua fuga a est e per aver lasciato la popolazione sotto il giogo tedesco.
Al fronte alcune persone poco sagge confortano loro stesse con l'argomentazione che possiamo continuare la ritirata verso est, poiché abbiamo vasti territori, molta terra, una grande popolazione e avremo sempre abbondanza di cibo. Con questi argomenti provano a giustificare il loro vergognoso comportamento al fronte. Ma tutti questi argomenti sono completamente falsi e ingannevoli e aiutano i nostri nemici.
Ogni comandante, ogni soldato e commissario politico deve comprendere che le nostre risorse non sono infinite. Il territorio dell'Unione Sovietica non è deserto, bensì abitato dal popolo - lavoratori, contadini, intellettuali, i nostri padri e madri, mogli, fratelli, bambini. I territori che sono stati occupati dal nemico e quelli che il nemico brama di catturare sono cibo e altre risorse per l'esercito e i civili, ferro e carburante per le industrie, le fabbriche e gli impianti che riforniscono la macchina militare con attrezzature e munizioni; sono anche ferrovie. Con la perdita di Ucraina, Bielorussia, del Baltico, del bacino del Donetsk e altre aree noi abbiamo perso vasti territori, questo significa che abbiamo perso molte persone, cibo, metalli, fabbriche, e impianti. Noi non abbiamo più la superiorità sul nemico nelle risorse umane e nelle forniture di cibo. Continuare la ritirata significa distruggere noi stessi e anche la nostra Madrepatria. Ogni nuovo pezzo di territorio che lasceremo al nemico rafforzerà il nemico e indebolirà noi stessi, le nostre difese e la nostra Madrepatria.
Ecco perché dobbiamo estirpare le conversazioni in cui si afferma che noi possiamo ritirarci all'infinito, che abbiamo moltissimo territorio a disposizione, che il nostro paese è grande e ricco, che abbiamo molta popolazione e che avremo sempre abbastanza pane. Questi discorsi sono falsi e dannosi, poiché ci indeboliscono e rafforzano il nemico, per cui se non fermiamo la ritirata noi resteremo senza pane, senza carburante, senza metalli, senza materie prime, senza fabbriche e centrali, senza ferrovie.
La conclusione è che è tempo di smettere di ritirarsi. Non un passo indietro! Questo dovrà essere il nostro motto d'ora in poi.
Dobbiamo proteggere ogni punto di forza, ogni metro di suolo sovietico ostinatamente, fino all'ultima goccia di sangue, stringere ogni pezzo della nostra terra e difenderla il più a lungo possibile. La nostra Madrepatria sta attraversando tempi difficili. Dobbiamo fermarci e poi contrattaccare e distruggere il nemico. A qualunque costo. I tedeschi non sono così forti come dicono coloro che si son fatti prendere dal panico. Stanno spingendo le loro forze al limite. Resistere ai loro colpi adesso significa assicurarsi la vittoria nel futuro.
Possiamo fermarci e far ritirare il nemico verso occidente? Si, possiamo farlo, poiché i nostri impianti e fabbriche nelle retrovie stanno lavorando perfettamente e stanno rifornendo il nostro esercito con sempre più carrarmati, aeroplani, artiglieria e mortai.
Allora cosa ci manca? Ci mancano ordine e disciplina nelle compagnie, nei reggimenti e divisioni, nelle unità corazzate, negli squadroni delle Forze Aeree. Questo è il nostro maggiore svantaggio. Dobbiamo introdurre il più severo ordine e una forte disciplina nel nostro esercito se vogliamo ribaltare la situazione e difendere la nostra Madrepatria.
Non possiamo tollerare più a lungo comandanti, commissari, e commissari politici, le cui unità smettono di combattere a loro piacimento. Non possiamo più tollerare che comandanti, commissari, e commissari politici permettano a innumerevoli codardi di fuggire dal campo di battaglia, che coloro che diffondono il panico portino via altri soldati nella loro ritirata e aprano la strada al nemico. Coloro che diffondono il panico e i codardi dovranno essere uccisi sul posto.
D'ora in poi la legge ferrea della disciplina per ogni ufficiale, soldato e commissario politico dovrà essere: Non un singolo passo indietro senza un ordine dal più alto comando. Comandanti di compagnie, battaglioni, reggimenti e divisioni, così come i commissari e i commissari politici dei corrispondenti ranghi che si ritirano senza ordine dall'alto sono dei traditori della Madrepatria. Dovranno essere trattati come traditori della Madrepatria. Questa è la chiamata della nostra Madrepatria.
Adempiere a questo ordine significa difendere il nostro paese, salvare la nostra Patria, distruggere e sconfiggere l'odiato nemico.
Dopo la loro ritirata invernale sotto la pressione dell'Armata Rossa, quando il morale e la disciplina sono scemati nelle truppe tedesche, i Tedeschi hanno risposto con rigide misure che li hanno condotti a dei risultati ragguardevoli. Hanno costituito 100 compagnie penali composte da soldati che hanno infranto la disciplina a causa di codardia o instabilità; le hanno dispiegate nelle più pericolose sezioni del fronte e hanno ordinato loro di redimere i loro peccati con il sangue. Inoltre, hanno costituito all'incirca dieci battaglioni penali composti da ufficiali che hanno infranto la disciplina a causa di codardia o instabilità, li hanno privati delle loro decorazioni e li hanno posti in ancor più pericolose sezioni del fronte e hanno ordinato loro di riscattare i loro peccati con il sangue. E infine, i Tedeschi hanno costituito unità speciali di guardia e le hanno schierate dietro le divisioni instabili e hanno loro ordinato di giustiziare sul posto chiunque avesse diffuso il panico lasciando le proprie posizioni difensive senza ordine o provando ad arrendersi. Evidentemente queste misure sono state efficaci, e ora le truppe tedesche combattono meglio di quanto facessero durante l'inverno. Quello che possiamo vedere è che le truppe tedesche hanno una buona disciplina, benché essi non abbiano una missione elevata quale proteggere la Madrepatria bensì un solo obiettivo - conquistare una terra straniera. Le nostre truppe, benché abbiano come loro missione la difesa della loro Patria profanata, non hanno disciplina e per questo subiscono la sconfitta.
Non dovremmo noi imparare questa lezione dal nostro nemico, come nel passato i nostri antenati impararono dai loro nemici per poi sconfiggerli? Credo che noi dovremmo farlo.
IL COMANDO SUPREMO DELL'ARMATA ROSSA ORDINA CHE:
1. I Consigli Militari dei fronti e prima di tutto i comandanti al fronte dovranno:
a) In tutte le circostanze estirpare decisivamente nelle truppe l'attitudine alla ritirata e con mano ferrea prevenire la propaganda che afferma che possiamo e dovremmo continuare a ritirarci verso est, e che questa ritirata non sarà per noi dannosa;
b) In tutte le circostanze rimuovere dai loro incarichi e inviare allo Stavka [Comando generale delle Forze Armate dell'URSS] per il giudizio alla corte marziale quei comandanti dell'esercito che permettono alle loro truppe la ritirata a proprio piacimento, senza autorizzazione dal comando del fronte;
c) Costituire all'interno di ogni fronte da 1 a 3 (a seconda della situazione) battaglioni penali (da 800 effettivi), dove comandanti, comandanti superiori e commissari politici che hanno infranto la disciplina a causa di codardia o instabilità, dovranno essere inviati. Questi battaglioni dovranno essere impiegati nelle più difficili sezioni del fronte, dando così ad essi l'opportunità di riscattare i loro crimini contro la Madrepatria con il sangue.
2. I Consigli Militari delle armate e prima di tutto i comandanti d'armata dovranno:
a) In tutte le circostanze rimuovere dai loro incarichi comandanti e commissari d'armata e dei corpi, che hanno permesso alle loro truppe la ritirata a proprio piacimento senza l'autorizzazione dal comando d'armata, e inviarli ai Consigli Militari del Fronte per la corte marziale;
b) Costituire dalle 3 alle 5 unità [zagradotryad] di guardia ben armate, impiegarle dietro le divisioni instabili e ordinar loro di giustiziare sul posto i diffusori di panico e i codardi qualora si verifichi una ritirata caotica in preda al panico, dando così ai soldati leali la possibilità di compiere il proprio dovere davanti alla Madrepatria;
c) Costituire dalle 5 alle 10 (a seconda della situazione) compagnie penali, nelle quali dovranno essere inviati i soldati e i sottoufficiali che hanno infranto la disciplina a causa di codardia o instabilità. Queste unità dovranno essere dispiegate nei più difficili settori del fronte, dando così ai loro soldati una possibilità di redimere i loro crimini contro la Madrepatria con il sangue.
3. Comandanti e commissari di corpi e divisioni dovranno:
a) In tutte le circostanze rimuovere dai loro uffici comandanti e commissari di reggimento e battaglione che hanno permesso alle loro truppe la ritirata a proprio piacimento senza l'autorizzazione dal comando divisionale o dei corpi, privarli delle loro decorazioni militari e inviarli ai Consigli Militari del Fronte per la corte marziale;
b) Fornire tutto il supporto e l'aiuto possibile alle unità di guardia (di sbarramento) [zagradotryad] dell'esercito nel loro lavoro di rafforzamento della disciplina e dell'ordine nelle unità.
Questo ordine dovrà essere letto ad alta voce in tutte le compagnie, truppe, batterie, squadroni, gruppi e stati maggiori.
Il Commissario del Popolo della Difesa dell'U.R.S.S.
JOSIF STALIN»

## Efficacia
Il maresciallo dell'Unione Sovietica Aleksandr Vasilevskij scrisse nel suo libro The Matter of my Whole Life: 
Nessun comandante aveva il diritto di ritirarsi senza un ordine in tal senso. Chiunque lo avesse fatto, sarebbe stato giudicato da un tribunale militare composto da uomini di grado superiore per anzianità di servizio.
L'ordine 227 stabiliva che in ciascun fronte potevano essere creati da 1 a 3 battaglioni di disciplina detti: štrafnyj (штрафный), composti da circa 800 uomini tra ufficiali inferiori e superiori accusati di diserzione, i quali erano poi inviati nelle zone più pericolose della prima linea in modo che scontassero la pena, per essere riabilitati in caso fossero sopravvissuti. Ciascun fronte doveva anche creare analoghi battaglioni per soldati e sottufficiali. Alla fine del 1942 nei battaglioni di disciplina vi erano 24 993 uomini, i quali aumentarono fino a contarne 177 694 nel 1943. Il numero si ridusse nei successivi due anni fino a 143 457 uomini nel 1944 e 81 766 uomini nel 1945. In totale, ai battaglioni di disciplina furono assegnati 428 180 soldati durante il corso della guerra. Questo numero va però messo in proporzione agli oltre 34,5 milioni di uomini e donne che prestarono servizio nell'esercito sovietico durante la seconda guerra mondiale. 
| Anno          | N° di uomini inseriti nei battaglioni di disciplina |
| ------------- | --------------------------------------------------- |
| 1942          | 24 993                                              |
| 1943          | 177 694                                             |
| 1944          | 143 457                                             |
| 1945          | 81 766                                              |
| Totale guerra | 428 180                                             |

L'ordine prevedeva che ciascuna armata creasse dei "distaccamenti di blocco", ossia distaccamenti formati da soldati con l'incarico di catturare o di uccidere i "codardi" e le truppe che in preda al panico battevano in ritirata. Secondo l'NKO (Commissariato del popolo per la difesa), l'ordine 227, tra il 1º agosto e il 15 ottobre 1942, aveva portato ai seguenti risultati nel fronte di Stalingrado: 15 649 detenuti, 244 arrestati, 260 inquadrati o reinseriti nei battaglioni di disciplina, 14 833 reinseriti nelle rispettive unità.
Entrambe le misure furono citate nel preambolo dell'ordine, evidenziando come avessero avuto successo tra le truppe tedesche durante la ritirata invernale.
La richiesta per le armate di mantenere i distaccamenti di blocco fu ritirata dopo soli tre mesi, il 29 ottobre 1942. La loro formazione venne considerata come un inutile spreco di uomini e, dal momento che si desiderava galvanizzare il morale dell'Armata Rossa ed enfatizzare il patriottismo, e che molti ufficiali smettevano di applicare l'ordine costantemente (vedendo che la sua applicazione aveva un effetto negativo sulle truppe), l'idea dei distaccamenti di blocco fu silenziosamente abbandonata. Il 20 novembre 1944 i distaccamenti di blocco furono ufficialmente smobilitati.